# Elefantenpapier
Unter Elefantenpapier versteht man eine grobfaserige Papiersorte, die vorwiegend aus Elefantendung hergestellt wird.

## Geschichte
Elefantenpapier, aus der niederländischen Sprache herrührend auch Olifontpapier oder Olifantspapier genannt, ist ein nach den Elefanten mit ihrer dicken Haut benanntes Papier, das im 19. Jahrhundert in großen Formaten insbesondere zur Vervielfältigung von Tabellen, Kupferstichen und anderen Drucken hergestellt wurde. Aufgrund seiner Festigkeit wurde es auch in tropischen Regionen wie beispielsweise Bali als robuster Träger für künstlerische Zeichnungen verwendet. Elefantenpapier hat eine typische pergamentartige und geäderte Struktur, welches bei jedem einzelnen Papierbogen unterschiedlich ist. Das Material ist sehr robust und schwerer als normales Papier. Der Thailand-Autor Wilfried Stevens hat die komplette Herstellung in der Elefantenschule von Lampang in Thailand in einem Beitrag beschrieben.
Das dicke Papier, in halber Stärke auch „anderhalf olifants“ genannt, wurde nach 1814 von der Papierfabrik von Pieter van der Ley in der niederländischen Ortschaft Zaandijk bei Zaanstad hergestellt und trug als Wasserzeichen mittig das aus verschlungenen Buchstaben gebildete Monogramm des Inhabers P. v. L, teils auch nur als P L gelesen. Das Unternehmen wurde 1852 von Van Gelder übernommen, behielt das ursprüngliche Wasserzeichen aber bei.
Andere Hersteller nutzten oftmals einen stilisierten Elefanten als Wasserzeichen. Der teils auch als Englischer Karton oder Elefantide bezeichnete Druckträger wurde von verschiedenen Papiermühlen produziert und beispielsweise von der Firma Whytley in verschiedenen Sorten angeboten. Anfang der 1860er Jahre produzierten im Königreich Schweden etwa 80 Papiermühlen rund 60 Zentner und 1000 Ries olifant paper.
In den 1880er Jahren bewarb der in Leipzig angesiedelte Fotografiebedarfs-Hersteller Chr. Harbers die eigene Fabrikation von „englischen Cartons“ mit poliertem schrägen Goldrand in allen Größen.
Besonders feste Bucheinbände werden auch als „Elefantenhautpapier“ bezeichnet.